# Julie Gross
Julie Gross (Tatura, 27 marzo 1957) è un'ex cestista australiana.

## Carriera
Con l'Australia ha disputato due edizioni dei Campionati del mondo (1975, 1979).